# Phragmopyxis acuminata
Phragmopyxis acuminata är en svampart som först beskrevs av Long, och fick sitt nu gällande namn av P. Syd. & Syd. 1912. Phragmopyxis acuminata ingår i släktet Phragmopyxis och familjen Uropyxidaceae.   Inga underarter finns listade i Catalogue of Life.